# Riserva Hopi
La Riserva Hopi è una riserva indiana che si trova nell'Arizona nord-orientale, negli Stati Uniti.
La riserva, abitata prevalentemente da Pueblos Hopi e Tewa, (questi ultimi detti anche Tano per distinguerli dai Tewa che vivono nel Nuovo Messico) è completamente circondata dalla riserva Navajo. Ha una superficie di 6.557 km² e, secondo il censimento del 2000, una popolazione di 6.946 abitanti.
La riserva fu istituita nel 1882, ma i suoi confini attuali sono diversi da allora in quanto alcune aree, fra cui una vasta zona nella parte nord-orientale, nota come Black Mesa (anche chiamata Big Mountain), sono state a lungo contese fra le tribù Navajo e Hopi. Allo stato attuale, dopo gli ultimi pronunciamenti del Congresso del 1974 e 1996, sembra che i confini siano stati riconosciuti da entrambe le tribù e quindi si può considerare conclusa una disputa durata oltre cento anni.

## Geografia fisica

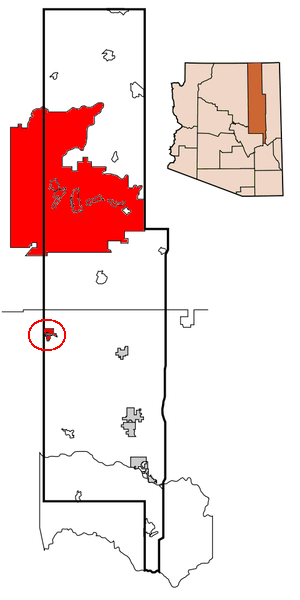
Riserva Hopi nella Contea di Navajo

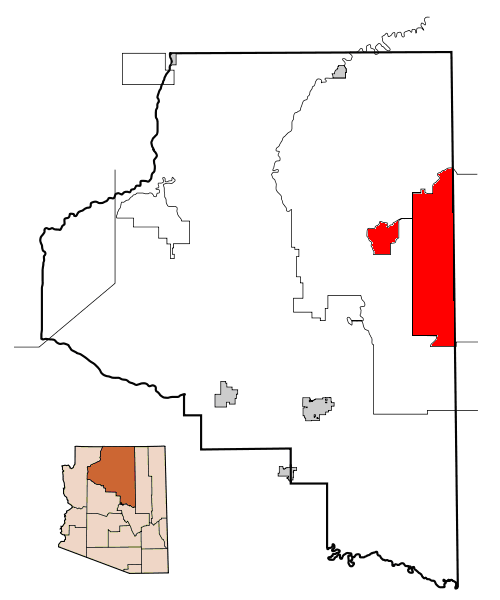
Riserva Hopi nella Contea di Coconino

La riserva si trova nel nord-est dell'Arizona a cavallo fra le contee di Navajo e Coconino. Geograficamente la zona fa parte della più ampia regione dell'altopiano del Colorado di cui costituisce la parte sud-occidentale. L'altopiano della Black Mesa, al confine nord-orientale della riserva, non ne fa più parte dopo gli accordi raggiunti con i Navajo ed è ora territorio della Riserva Navajo.
Essa è costituita da due parti, una orientale più grande e appunto a cavallo fra le contee suddette, ed una occidentale più piccola tutta nella contea di Coconino a sud-est di Tuba City. Entrambe le parti sono totalmente all'interno della riserva Navajo. Nella zona orientale della riserva si trova una piccola enclave Navajo intorno al villaggio di Jeddito.
I principali insediamenti si trovano nella zona orientale centrale della riserva, in quella che al tempo della conquista spagnola (XVI secolo) veniva chiamata Provincia di Tusayan. Questa comprende le quattro mesa (First, Second, Third e Antelope) e i due più antichi insediamenti della regione: Awatovi e Oraibi.
Gli insediamenti nella parte orientale sono attualmente disposti lungo la Statale 264 dell'Arizona che attraversa centralmente la riserva in direzione sud-est nord-ovest. Da est verso ovest si incontrano:
- Keams Canyon con il vicino villaggio di Yuh Weh Loo Pah Ki (detto anche Spider Mound);
- First Mesa con i villaggi di:
  - Polacca;
  - Walpi;
  - Hanoki (o Hano);
  - Sitsomovi (o Sichomovi);
- Second Mesa con i villaggi di:
  - Musungnuvi (o Mishongnovi);
  - Supawlavi (o Sipaulovi);
  - Songoopavi (o Shungopavi).
- Third Mesa con i villaggi di:
  - Hotevilla-Bacavi (o Hotvela-Paaqavi);
  - Kykotsmovi (o Kiqötsmovi), detto anche New Oraibi;
  - Oraibi (o Orayvi), detto anche Old Oraibi.

Proseguendo verso ovest sulla Statale 264 si passa nella contea di Coconino dove si incontra Coal Mine Mesa. Questo villaggio una volta ospitava una comunità Navajo, che lo ha abbandonato dopo il 1974 a seguito del Navajo-Hopi Land Settlement Act che stabiliva che quella zona, precedentemente gestita congiuntamente fra Hopi e Navajo, passava definitivamente sotto il controllo Hopi.
In aggiunta a questi villaggi fa parte della Riserva Hopi anche il Villaggio di Winslow West, che si trova nella Contea Navajo a circa 50 km a sud della parte principale, fuori anche dalla Riserva Navajo. Winslow West ha una superficie di 81 ettari ed aveva nel 2000 131 abitanti.
Nella zona occidentale, a circa 12 km a sud-ovest di Keams Canyon, in pieno Deserto Dipinto, sulla punta sud dell'Antelope Mesa, si trova l'antico sito di Awatovi. Questo sito, oramai del tutto abbandonato, fu in realtà il primo villaggio Hopi ad essere visitato e conquistato dagli Spagnoli nel XVI secolo.
La parte occidentale della riserva è costituita dall'enclave di Moenkopi (250 km² e circa 900 abitanti) con i due villaggi di Upper Moenkopi e Lower Moenkopi. Anche questo insediamento si trova lungo la statale 264 dell'Arizona a circa 2 km a sud est di Tuba City nella contea di Coconino.

## Storia

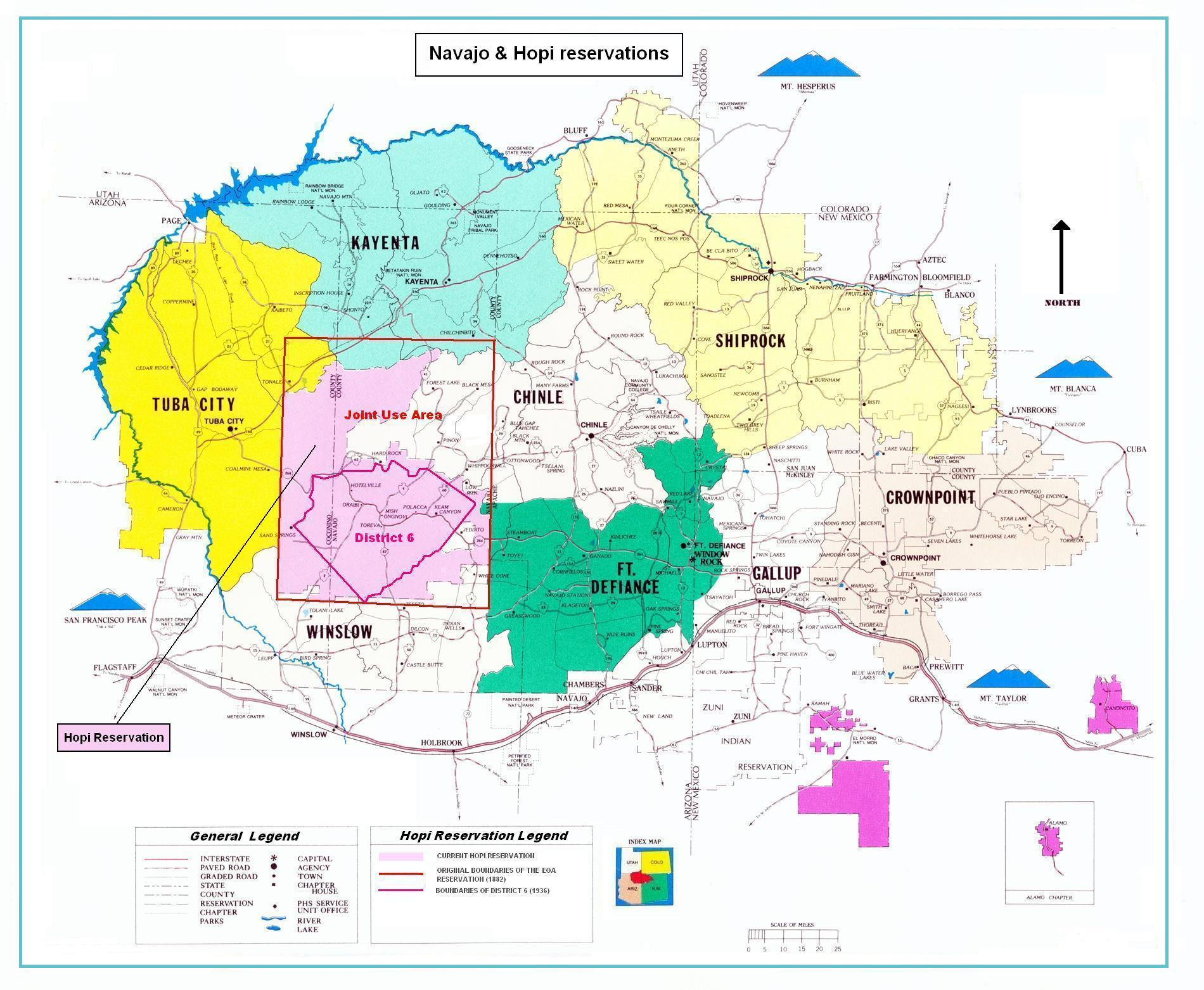
Mappa della Riserva Hopi all'interno della Riserva Navajo.
Area iniziale (EOA) e successive variazioni

- 1882: Istituzione della riserva (EOA)
- 1934: Ampliamento riserva Navajo nei territori a ovest della Riserva Hopi reclamati da questi
- 1936: Partizionamento della riserva e creazione del Distretto 6
- 1943: Ampliamento del Distretto 6
- 1962: Sentenza della causa Healing vs Jones e definizione della Joint Use Area (JUA)
- 1966: Bennett Freeze e congelamento di tutte le attività di costruzione e manutenzione nelle aree contese fra Hopi e Navajo
- 1974: emanazione del Navajo-Hopi Land Settlement Act per la suddivisione della JUA e spostamento delle persone dalle aree partizionate
- 1979: Accordo Hopi-Navajo sulla spartizione della JUA
- 1992: Sentenze della corte federale di Phoenix, assegnazione agli Hopi dell'enclave di Moenkopi
- 1996: Emanazione della legge Navajo-Hopi Land Dispute Settlement Act e definizione della opzione di affitto dei terreni Hopi ai Navajo per 75 anni
- 1999, 2001: Appelli dei Navajo resisters, respinti dalla Corte d'appello e Corte suprema, verso le direttive della Navajo-Hopi Land Dispute Settlement Act
- 2009: Abrogazione del Bennett Freeze

La storia della Riserva Hopi è in effetti la storia del contenzioso fra Hopi e Navajo per il possesso di territori rivendicati da entrambe le tribù come territori ancestrali. La disputa, iniziata al momento stesso della istituzione della riserva, si è trascina per oltre cento anni, non senza la responsabilità del Congresso americano che ha spesso preso delle decisioni parziali che hanno alimentato la disputa. Con gli ultimi atti del 1996 e i successivi adempimenti amministrativi, la questione sembra essersi definitivamente risolta.

### 1882: Istituzione della riserva
La Riserva Hopi fu istituita il 16 dicembre 1882 con un ordine esecutivo del presidente Chester Arthur.
Questa decisione si rese necessaria per assicurare agli Hopi un territorio definito dopo la costituzione della Riserva Navajo, avvenuta nel 1868 nella zona a cavallo fra Arizona, Utah e Nuovo Messico, dopo il fallito tentativo di confinamento dei Navajo a Bosque Redondo nel Nuovo Messico. Infatti la riserva Navajo era stata istituita in un territorio che anche gli Hopi consideravano (almeno in parte) come loro territorio ancestrale ed in effetti essi vi avevano vari insediamenti e territori coltivati che si estendevano nell'area a est del Canyon de Chelly, delimitata a nord dai fiumi Colorado e San Juan, a ovest dal Colorado e Little Colorado, a sud-ovest e sud dal Little Colorado fino all'attuale Woodruff Butte (Holbrook).
Questi territori erano inoltre sottoposti anche alla pressione dei bianchi, infatti nel 1878 venne fondata dai Mormoni la città di Tuba City e una missione non lontano dal villaggio hopi di Moenkopi, mentre nel 1881, il completamento della linea ferroviaria Atchison, Topeka and Santa Fe, che transitava poche miglia a sud dei principali insediamenti hopi nel territorio, portò un massiccio afflusso in Arizona di coloni e la costruzione di grossi insediamenti urbani quali Flagstaff, Holbrook, e Winslow, riducendo sempre più l'accesso degli Hopi alle loro terre tradizionali ed ai relativi luoghi di cultura e religione.
La Riserva Hopi iniziale, indicata come EOA (Executive Order Area), era definita come un rettangolo regolare di 55 x 70 miglia, posto nel bel mezzo della riserva Navajo, ed aveva una superficie di 2,5 milioni di acri corrispondenti a circa 10.000 km².
Nella formulazione della riserva era tuttavia presente una frase che rendeva poco chiara l'assegnazione del territorio agli Hopi. La frase in oggetto recitava:
Questa frase fu alla base di una prima disputa fra Hopi e Navajo che si è trascinata fino alla fine del secolo scorso. Infatti la generalizzazione del provvedimento previsto consentiva ad ogni tribù di nativi americani di entrare e utilizzare il territorio della Riserva Hopi. Nel 1884, appena due anni dopo l'istituzione della Riserva Hopi, l'adiacente riserva Navajo venne ampliata, fornendo ai Navajo un grosso blocco di terre Hopi lungo il Colorado e San Juan River.

### 1930-1943: Partizionamento della EOA eArizona Boundary Act
Il primo partizionamento della EOA avvenne nel 1936 e fu una conseguenza del programma di riduzione del bestiame nella riserva Navajo voluto dall'allora commissario del Bureau of Indian Affairs (BIA) John Collier. In quel tempo era diventato presidente degli Stati Uniti Franklin D. Roosevelt che aveva varato un vasto e radicale programma di riforme economiche e sociali conosciuto con il nome di New Deal. La ricaduta sugli indiani di questo periodo fu una politica di incoraggiamento all'autogoverno ed alla espansione economica usando però modelli estranei alla cultura indiana. Una parte di questa politica fu il programma di riduzione del bestiame. Infatti nei primi anni del 1930 il BIA aveva rilevato che il bestiame Navajo era aumentato al di là della capacità di alimentazione della riserva con conseguente dilavamento del terreno. Venne quindi effettuata nel periodo 1933- 1936 una analisi dei terreni volta ad una determinazione della capacità di sostegno di bestiame nei vari territori. Come conseguenza venne concordata fra il BIA e i Navajo un partizionamento della riserva in 19 distretti di pascolo. Di questi solo il Distretto 6, che aveva una superficie di 520.727 acri, era considerato Hopi, mentre tutti gli altri erano assegnati ai Navajo. Nel 1943 il Distretto 6 venne ampliato a 631.194 acri (2.554 km²) e venne identificato come Riserva Hopi. Da notare che dopo questo ampliamento la superficie della riserva era diventata circa un quarto della superficie iniziale della EOA. Le circa 100 famiglie Navajo che vivevano nel Distretto 6 furono costrette a spostarsi così come alcune famiglie Hopi che risiedevano fuori dal distretto.
Un secondo motivo di reclamo da parte degli Hopi verso i Navajo avvenne a seguito della legge nota come Arizona Boundary Act, promulgata il 14 giugno 1934. Questa legge estendeva verso ovest la riserva dei Navajo assegnando loro una vasta area posta tra il confine occidentale della EOA ed il Little Colorado, in un'area considerata dagli Hopi come loro territori ancestrali, comprendente Tuba City e il villaggio Hopi di Moenkopi, allora abitato da circa 400 persone. Anche in questo caso la formulazione della legge si prestava ad interpretazioni di parte in quanto recitava (in relazione ai terreni concessi ai Navajo):
Questa volta furono gli Hopi ad interpretare il "and such other Indians" come il fatto che gli indiani Hopi potevano reclamare questa terra come loro diritto. Questa richiesta e la causa che ne conseguì viene spesso indicata come Second Navajo Hopi Land Dispute.

### 1943-1974: Dal partizionamento alLand Settlement Act
Dopo la II Guerra mondiale la disputa fra Hopi e Navajo riprese vigore. Una legge approvata dal congresso nel 1958, nota come Public Law 85-547, permise infatti alle due tribù di discutere le loro controversie in tribunale rendendo possibile ottenere per l'una o l'altra parte diritti esclusivi su alcune parti della EOA. Immediata conseguenza di questo fu la causa nota come Healing vs Jones iniziata il 26 settembre 1960, fra Deway Healing, presidente della tribù Hopi, e Paul Jones presidente della tribù Navajo, per l'ottenimento di diritti esclusivi sui territori della EOA. La sentenza, emessa dal tribunale nel settembre del 1962, stabilì che la tribù Hopi aveva diritti esclusivi sulla superficie e nel sottosuolo del Distretto 6. Nel restante territorio della EOA, avente una superficie di circa 1.800.000 acri (circa 7.284 km²), i Navajo e gli Hopi avevano diritti uguali sia sulle superficie che sul sottosuolo. Questa zona venne quindi chiamata da allora Joint Use Area (JUA).
La sentenza non venne accettata da entrambe le tribù che si appellarono alla Corte Suprema che nel giugno del 1963 respinse le istanze confermando la decisione del tribunale.
Anche dopo la sentenza definitiva le due tribù rimasero su posizioni molto distanti: i Navajo, che erano in maggioranza nella JUA avrebbero voluto una clausola che consentisse loro di rimanere nel territorio, mentre gli Hopi erano frustrati in quanto i Navajo stavano già usando la maggior parte dell'area comune.
Negli anni successivi gli Hopi attraverso il loro Consiglio Tribale attuarono una serie di azioni a livello federale per impedire ulteriori insediamenti Navajo nella zona comune. Nel luglio del 1966 il Commissario per gli affari indiani, Robert Bennett, congelò tutte le iniziative di sviluppo residenziale e commerciale, compresi interventi di manutenzione, che non avevano ottenuto il consenso dal consiglio tribale Hopi (Bennett Freeze). Questa decisione fu applicata non solo alle terre contese della JUA, ma anche a quelle oggetto della seconda disputa relativa all'area ad ovest della riserva. Nel 1972 la situazione si complicò ulteriormente quando un tribunale distrettuale dell'Arizona stabilì che la realizzazione di qualunque costruzione e infrastruttura nella JUA era soggetta all'autorizzazione di entrambe le tribù. Queste sentenza comportarono di fatto un completo congelamento di qualunque attività economica bloccando lo sviluppo di un'area già segnata da una profonda povertà.
Anche sul fronte della seconda disputa, quella relativa ai territori concessi ai navajo nel 1934, le trattative andarono avanti per diversi anni e, nonostante il Bennet Freeze, non approdarono a nessun accordo. Anzi nel 1974 gli Hopi intentarono una causa specifica tesa ad ottenere la restituzione della metà di tali territori citando come motivazione la loro impossibilità di accesso a siti di importanza per la loro religione posti nella zona concessa ai Navajo.

### 1974-2001:Land Settlement Acte successive sentenze
Il 22 dicembre 1974 il Congresso approvò la proposta di legge nota come Navajo-Hopi Land Settlement Act, poi convertita nella legge 91-531. La legge prevedeva una ripartizione definitiva della JUA tra i Navajo e gli Hopi, e richiedeva alle due tribù di negoziare i confini della ripartizione. La legge inoltre istituiva un'agenzia federale, la Navajo and Hopi Indian Relocation Commission (NHIRC) per facilitare il trasferimento delle persone coinvolte dalla ripartizione.
La legge nell'autorizzare la divisione della JUA stabiliva che il Distretto 6 era assegnato agli Hopi cui spettavano sia i diritti di superficie che del sottosuolo, mentre il resto della JUA doveva essere diviso in parti uguali fra le due tribù: una chiamata Hopi Partitioned Land (HPL) l'altra Navajo Partitioned Land (NPL). Le due aree (NPL e HPL) sarebbero poi state incorporate nelle rispettive riserve Navajo e Hopi.
Fatto importante la legge prevedeva che il sottosuolo della JUA non doveva essere partizionato. Pertanto le materie prime come carbone, petrolio, gas e altri minerali presenti nel sottosuolo dovevano essere gestiti congiuntamente dalle due tribù.
La legge definiva inoltre delle linee guida per il partizionamento. In particolare era prevista una disposizione che consentiva ai membri di una delle due tribù l'accesso gratuito ai propri siti religiosi anche se questi si trovavano nel territorio assegnato all'altra tribù.
La legge prevedeva inoltre un periodo di sei mesi per i negoziati fra le due tribù. Se dopo sei mesi le due tribù non avessero raggiunto un accordo, sarebbe stato nominato un mediatore federale che avrebbe dovuto indicare alla Corte federale dell'Arizona i confini suggeriti per la suddivisione della JUA.
In realtà questa suddivisione era molto più importante per i Navajo che per gli Hopi, in quanto i primi erano in maggioranza nella JUA, mentre i secondi potevano solo guadagnare del terreno per i pascoli. Stante questa diversità di interessi non si giunse ad un accordo e fu necessario nominare un mediatore federale (William Simkin) che presentò la propria proposta di suddivisione della JUA il 10 febbraio 1977. Questa proposta fu dichiara inattuale dal tribunale e fu quindi necessario procedere per passi successivi tramite una serie di atti della corte emessi tra il 1977 e il 1979. Finalmente il 18 apr 1979 si giunse a definire dei confini accettati da Navajo e Hopi che sancivano la suddivisione definitiva della JUA.
Trovato l'accordo fu necessario definire un piano di trasferimento per le circa 10.000 persone Navajo e circa 100 Hopi che vivevano nelle porzioni di terra assegnate all'altra tribù. A questo proposito la legge 93-531 prevedeva che la commissione NHIRC dovesse redigere un apposito piano. Il piano, presentato ed approvato il 13 aprile 1981, prevedeva un periodo di 5 anni entro cui il trasferimento doveva essere completato.
Tuttavia non tutto andò secondo il piano ed alla fine del periodo previsto restarono ancora un certo numero di famiglie Navajo nella zona della Black Mesa. Dopo vari tentativi nell'ottobre del 1992 venne finalmente raggiunto un accordo di principio (Agreement in Principle) che venne poi trasformato in un accordo di sistemazione secondo cui le famiglie Navajo residenti nei territori assegnati agli Hopi potevano restare su di essi per un periodo di 75 anni firmando un apposito contratto di affitto. Tale accordo venne poi ratificato nel 1996 in una legge del Congresso, la Public Law 104-301 nota come Navajo-Hopi Land Dispute Settlement Act of 1966.
Anche questa soluzione comunque non ha risolto definitivamente la disputa, infatti 26 residenti Navajo che avevano rifiutato il trasferimento si sono anche rifiutati di firmare il contratto di locazione e restano sulle terre Hopi. Queste persone hanno presentato un appello che nel 1999 è stato respinto dalla Corte d'Appello, così come quello presentato alla corte Suprema nell'aprile del 2001. Nonostante tutto ciò i cosiddetti Navajo resisters sono ancora lì a testimoniare la loro fede nella terra nativa che essi considerano sacra sopra ogni cosa.
Per quanto attiene alla seconda disputa, quella relativa all'area contesa ad occidente della Riserva Hopi, si dovette attendere il 1992 per avere una prima sentenza legale. In aprile il giudice Earl Carroll della Corte Federale Distrettuale di Phoenix, emise una prima sentenza nella causa, concludendo che gli Hopi non avevano titolo legale per almeno 1,3 milioni di acri dei 1,5 milioni di acri oggetto della disputa. Nel settembre 1992 il giudice Carrol completò la sentenza assegnando agli Hopi un'area di circa 60.000 acri intorno al villaggio di Moenkopi e lasciando il resto del territorio ai Navajo. nella sentenza venne inoltre revocato il famigerato divieto di costruzione nei territori contesi noto come Bennett Freeze.
Naturalmente gli Hopi fecero ricorso contro questa decisione. La sentenza di appello venne emessa l'11 settembre 1995 dalla Corte d'appello del 9° circuito. Questa sentenza confermava in sostanza la sentenza del 1992, garantiva agli Hopi l'accesso a tutti i luoghi sacri riconosciuti, ma ripristinava il Bennett Freeze anche se limitatamente Il blocco rimane in vigore per le terre "in contenzioso", cioè le aree in cui gli Hopi richiedono santuari religiosi o altre attività religiose.

### 2009: Abrogazione delBennett Freeze
Il giorno 8 maggio 2009 il presidente Obama ha firmato la Public Law 111-18 che abroga l'articolo della legge del 1966 93–531 che istituiva il Bennett Freeze. Il progetto di legge, noto come S.39, era stato proposto dal Senatore dell'Arizona John McCain ed era stato approvato il 12 marzo al Senato ed il 21 aprile alla Camera dei rappresentanti. Il provvedimento pone fine ad un periodo di oltre 40 anni di sottosviluppo di una delle aree più povere degli Stati Uniti ed al tempo stesso una delle più ricche di materie prime.

## Bandiera
La storia della bandiera Hopi è abbastanza recente. La discussione per l'adozione di una bandiera tribale avvenne nel 1993 su proposta dell'ex presidente Hopi Vernon Masayesva. Un disegno concettuale venne presentato nel giornale della tribù Tutuveni (chiuso nel 2009) e furono sollecitati commenti dai membri della tribù. Successivamente Leigh Kuwanwisiwma, direttore dell'Ufficio per la conservazione della cultura Hopi, ha iniziato a sviluppare l'idea arrivando a presentare una proposta finale che fu adottata formalmente nella primavera del 2002.
"Naatoyola", questo il nome della bandiera, è formata da tre strisce verticali: sakwa (turchese), qootsa (bianca) e sikyangpu (gialla), con un simbolo nella parte bianca centrale:
- La striscia turchese rappresenta "Natwani" ovvero l'insieme delle colture tradizionali del popolo Hopi. Essa simboleggia anche la continuità della vita, la linfa vitale degli Hopi, nonché la pioggia, acqua e i fiumi.
- La striscia bianca rappresenta quastiyayngwani, cioè l'inizio della vita.
- La striscia gialla rappresenta i doni della natura e la sfera spirituale.

Al centro della striscia bianca si trova un cerchio nero diviso in quattro spicchi. All'interno di ogni spicchio c'è un punto nero. Questo simbolo rappresenta la Terra o Tuuwaqasi in lingua Hopi. Sotto il simbolo della Terra è rappresentata una montagna. Dagli angoli di questa emergono due steli di granturco, il principale cibo degli Hopi, che circondano la terra. In alto la parola Hopi ad arco in caratteri neri con grazie.
Le due piante vogliono rappresentare il corpo umano che affonda le sue radici nella terra. Le piante hanno sei spighe colorate (in senso orario: viola, grigio, rosso, beige, blu, giallo) che rappresentano le sei direzioni cardinali: nord.sud. est. ovest, sopra, sotto.

## Galleria d'immagini

Panorami
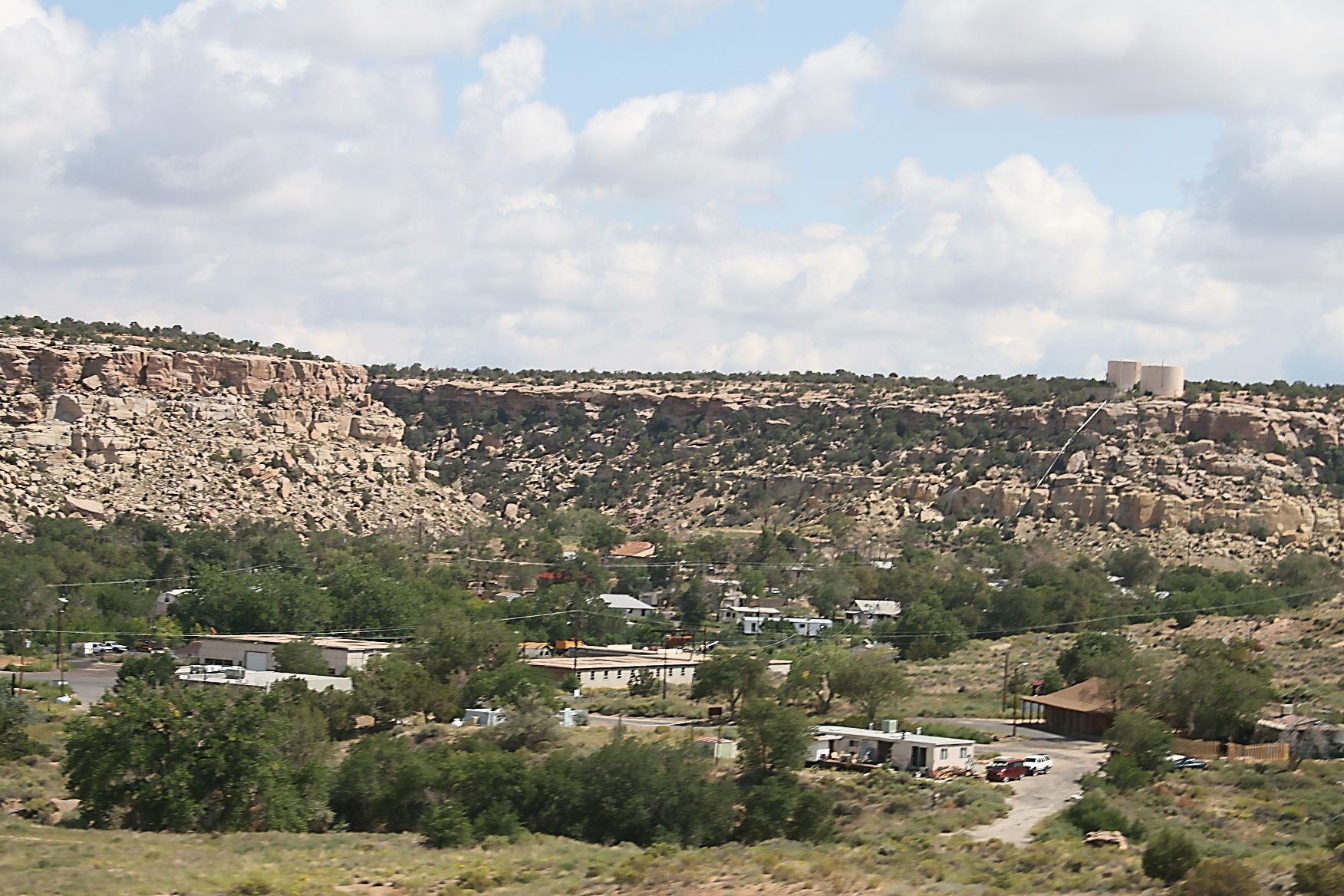
Keams Canyon
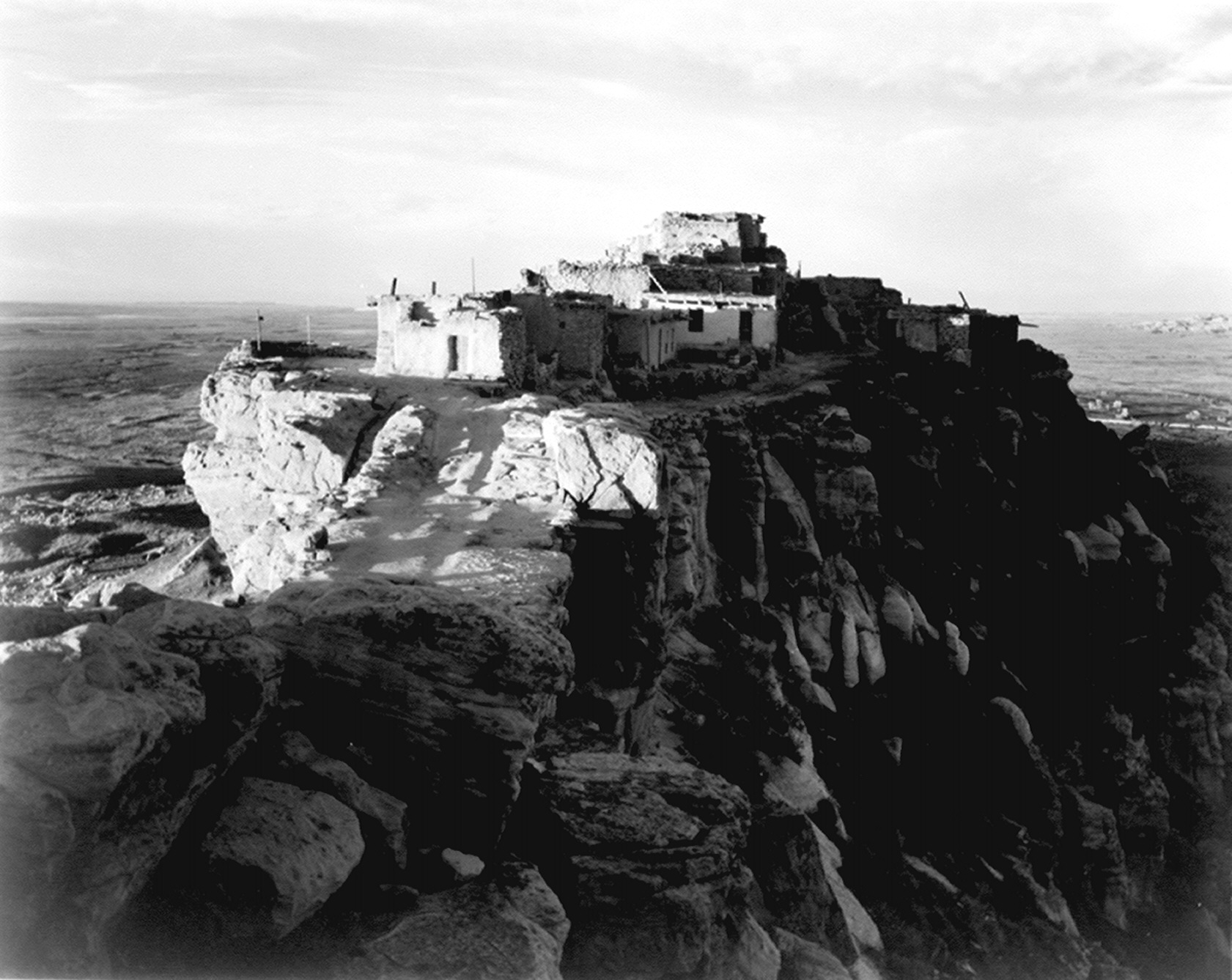
Walpi (1941)
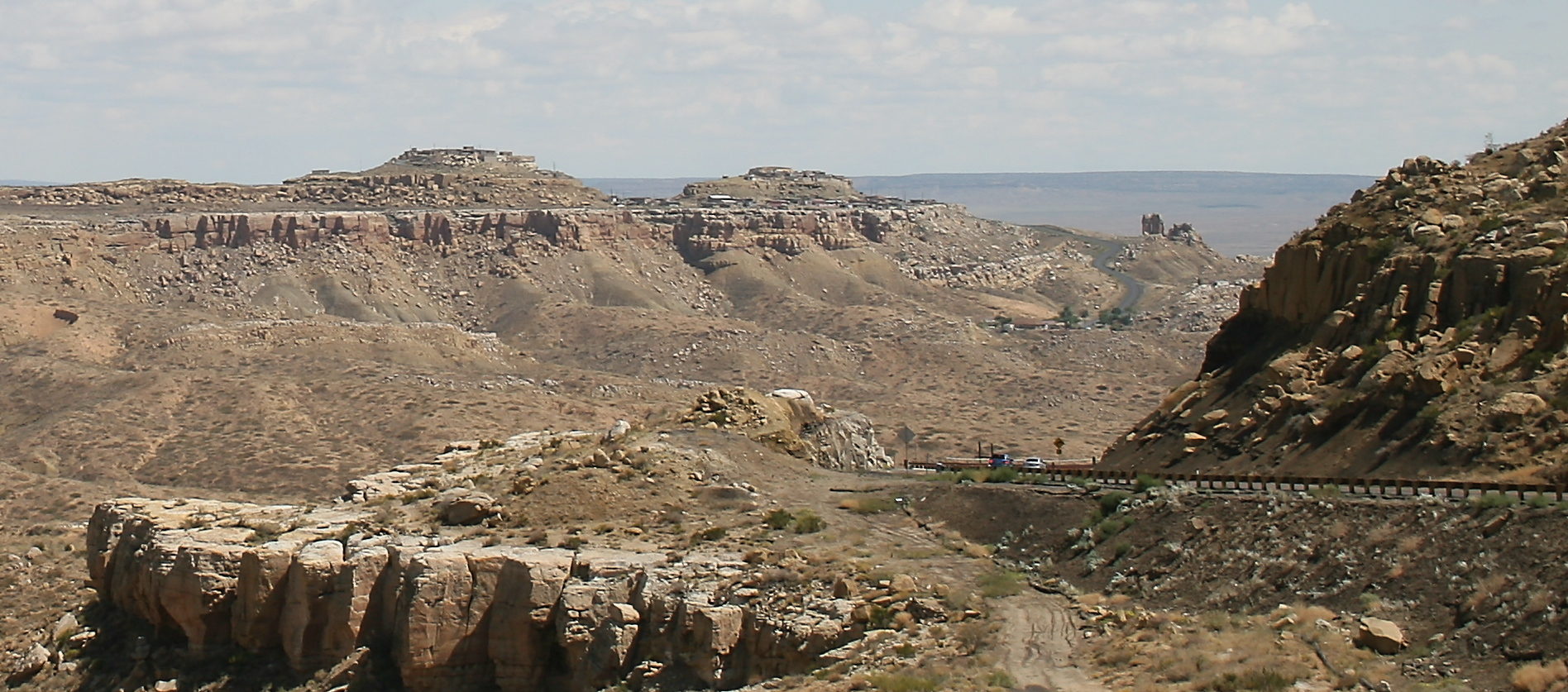
Mishongnovi
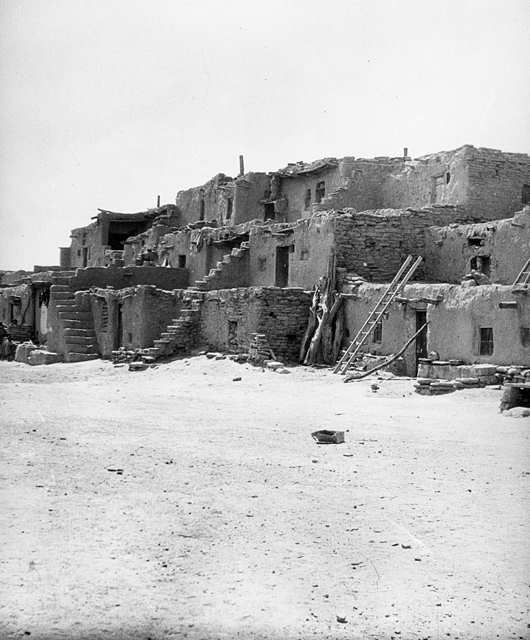
Oraibi (1899)
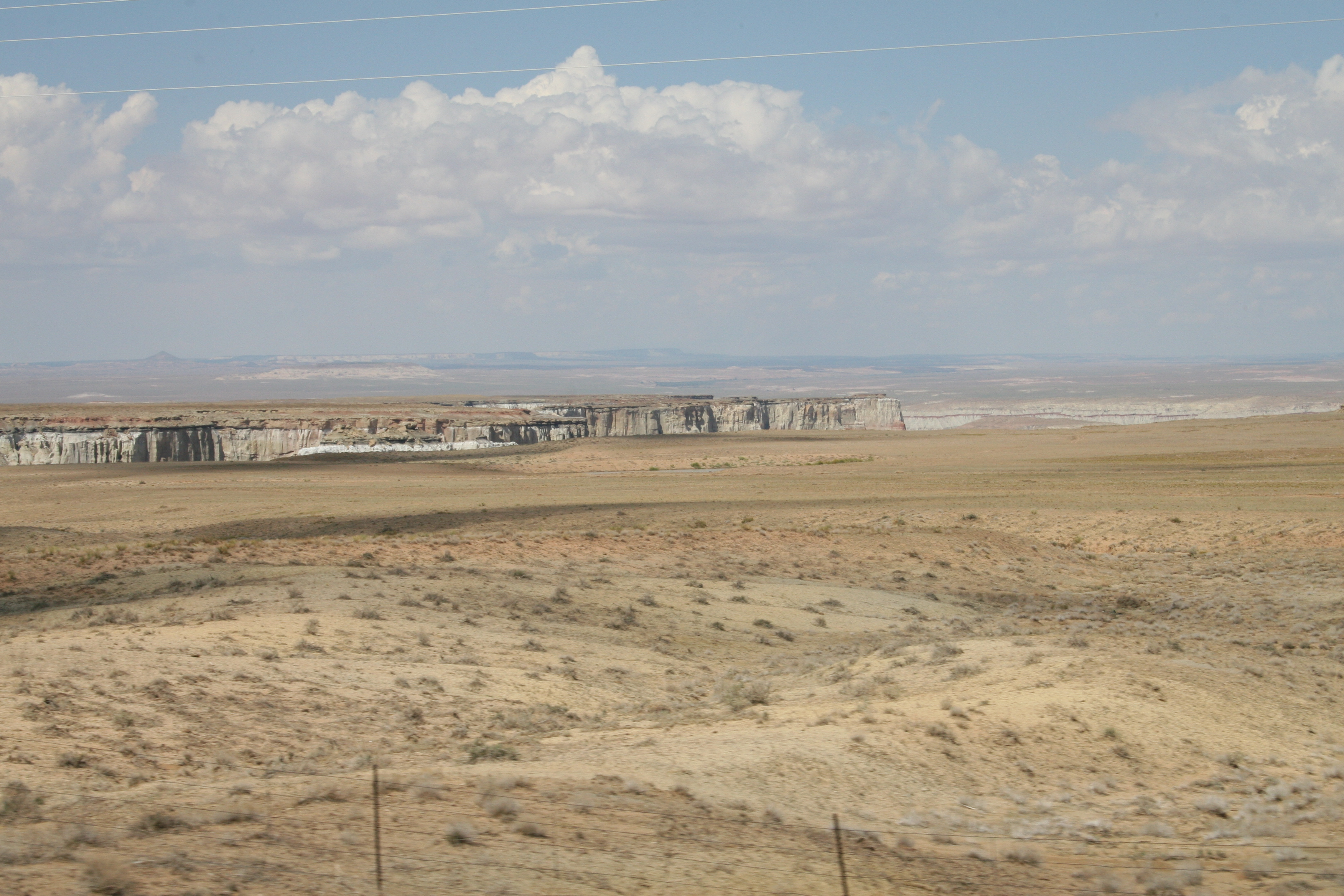
Coal Mine Mesa
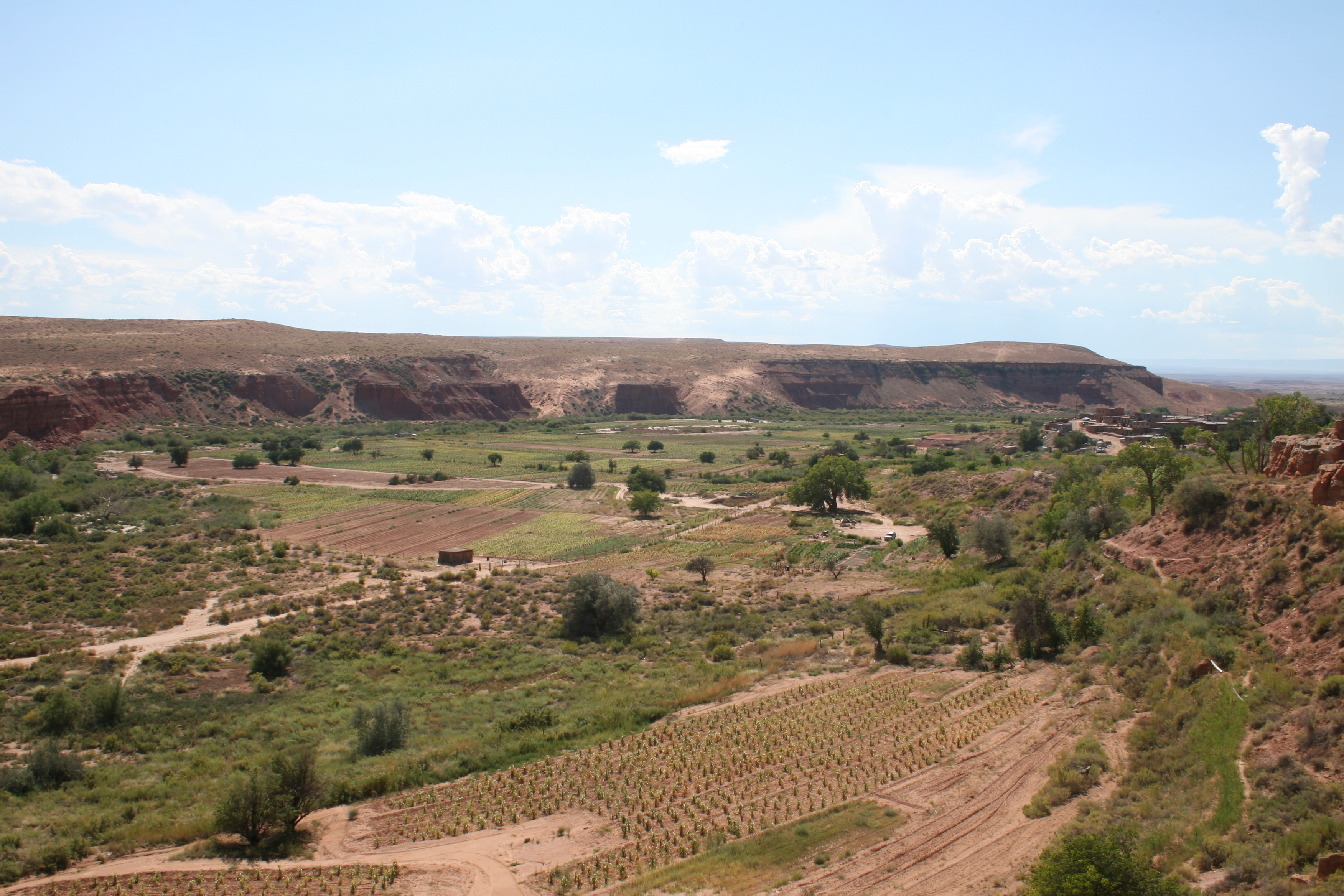
Moenkopi